# R-3 (misil)

R-3

R-3 fue un misil balístico soviético cuyo desarrollo fue autorizado al mismo tiempo (en abril de 1947) que los misiles R1 y R-2, a su vez desarrollados a partir del misil V2 alemán. El 14 de abril de 1948 se especificó además que el nuevo misil debía tener el alcance suficiente (3000 km) para alcanzar cualquier punto de Europa desde territorio soviético con una cabeza nuclear de tres toneladas.
De nuevo, el R-3, diseñado por Koroliov, entró en competencia directa con un diseño de Gröttrup, el G-4, saliendo vencedor.
Para el diseño del R-3, Koroliov examinó y descartó varias alternativas, teniendo en cuenta el crecimiento potencial de su misil. Las alternativas consideradas por Koroliov fueron las siguientes:
- ILN: un misil con alas para aumentar su alcance, similar al misil alemán A4b. Esta solución habría requerido la solución del problema de guiado, el desarrollo de materiales capaces de soportar altas temperaturas y una mejor comprensión del vuelo hipersónico.
- Un ojiva separable con alas. El misil habría tenido menos peso que en la solución anterior, pero habría necesitado de todos modos los mismos desarrollos.
- KS: un misil de crucero de dos etapas. Se consideraron tanto una versión con sólo motores cohete como otra versión propulsada por un motor ramjet. Ambos habrían usado una versión del R-3, el R-3A, como etapa aceleradora.
- BN: un misil convencional de una sola etapa para alcanzar el requerimiento de los 3000 km, o de dos etapas para una versión capaz de alcanzar 8000 km.
- Un diseño con dos o más etapas en paralelo.

Koroliov finalmente favoreción la aproximación BN, que de todos modos necesitaba una serie de innovaciones:
- Reducción de la masa en vacío por un factor de tres con respecto del R-2, que se consiguió utilizando tanques de propelente integrados, eliminando los estabilizadores aerodinámicos y utilizando una nueva aleación de aluminio más ligera.
- Mejora de un 22% en el impulso específico, que se consiguió utilizando LOX y queroseno (impulso específico de 288 segundos).
- Uso de una ojiva separable para mejorar la precisión. La ojiva a utilizar se probó en un R-1A, y se separaría del resto del misil cuando este tuviese una velocidad de 4700 m/s. Alternativamente, podría usarse una ojiva de 12 toneladas con un alcance de 1000 km.

Las innovaciones necesarias se probaron en un misil derivado del R-2, que se denominaría R-3A.

## Especificaciones
- Empuje en despegue: 1650 kN
- Masa total: 65.000 kg
- Diámetro: 2,8 m
- Longitud total: 27,10 m
- Ojiva: 5.000 kg